# ウォルター・ビーチ
ウォルター・ハーシェル・ビーチ（英語: Walter Herschel Beech, 1891年1月30日 - 1950年11月29日）は、ビーチクラフトの設立者である。

## 生涯
1891年1月30日にテネシー州ジャイルズ郡プラスキで生まれた。1905年に14歳で自ら設計したグライダーで飛行を始める。第一次世界大戦中はアメリカ陸軍のために飛行を行い、26歳の時にエミル・マシュー・レアードらが設立したレアード・アヴィエーション（後のスワロー・エアプレーン・カンパニー）にテストパイロットとして入社する。彼はその後同社のゼネラルマネージャーに就任した。1924年にはロイド・ステアマン、クライド・セスナと共にトラベルエアー (Travel Air Manufacturing Company) を設立した。同社がカーチス・ライトと合併すると、ビーチは副社長に就任した。
1932年にビーチは妻のオリーヴ・アン・ビーチ、テッド・ウェルズ、K.K,シャウルおよび投資家のC.G.ヤンキーと共にビーチ・エアクラフト・カンパニーを設立した。彼らが初めて開発したモデル 17R スタッガーウィングは1936年にベンディックス・トロフィーを獲得した。第二次世界大戦中、ビーチ・エアクラフトは7,400機以上の軍用機を生産した。ツイン・ビーチ AT-7 / C-45はアメリカ陸軍航空軍の航空士および爆撃手の90%以上、双発機パイロットの50%を訓練した。戦後の1947年にはV型尾翼のボナンザを開発した。
1950年11月29日に心臓発作で死去した。彼と妻はカンザス州ウィチタのオールドミッション霊廟に埋葬されている。

## 参照
1. ↑  Dick, Ron; Dan Patterson (2003). “Great Names”. Aviation Century: The Early Years. Erin, Ontario: Boston Mills. p. 206. ISBN 1-55046-407-8
2. ↑  “Walter Herschel Beech”.  Hill Air Force Base. 2011年11月14日閲覧。 “Walter Beech began a long and distinguished career in aviation at the early age of 14, when he built a glider of his own design. Then, after flying for the U.S. Army during World War I, he joined the Swallow Airplane Company as a test pilot. He later became General Manager of the company. In 1924, Beech joined Clyde Cessna in co-founding Travel Air Manufacturing Company, which was to become the world's largest producer of both monoplane and biplane commercial aircraft. ...”
3. ↑  Phillips, Edward H. (1996). The staggerwing story : a history of the Beechcraft model 17. Eagan, Minn.: Flying Books International. ISBN 9780911139273
4. ↑  “Walter Beech, 59, Leader In Aviation”. New York Times. (1950年12月1日) 2011年11月14日閲覧. "Walter Beech, founder and president of the Beech Aircraft Corporation died ..."